# Celebration Day (album)

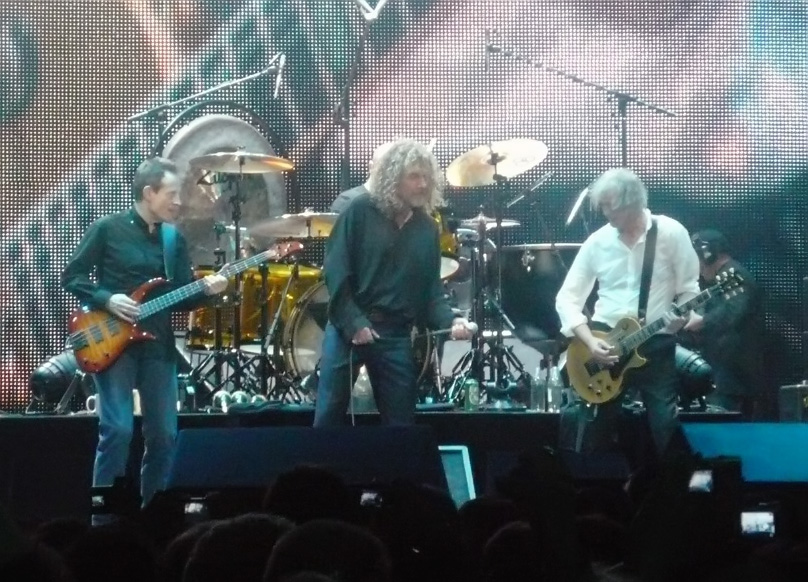
Led Zeppelin při nahrávání tohoto koncertu, zleva: John Paul Jones, Robert Plant a Jimmy Page

Celebration Day je koncertní film a koncertní album britské rockové skupiny Led Zeppelin. Jeho nahrávání probíhalo při koncert na poctu Ahmetu Ertegünovi v prosinci 2007 v londýnské O2 Aréně. Skupina se zde představila ve své klasické sestavě mimo zesnulého bubeníka Johna Bonhama, kterého nahradil jeho syn Jason Bonham. Album vyšlo 19. listopadu 2012.

## Seznam skladeb
1. „Good Times Bad Times“
2. „Ramble On“
3. „Black Dog“
4. „In My Time of Dying“ / „Honey Bee“
5. „For Your Life“
6. „Trampled Under Foot“
7. „Nobody's Fault but Mine“
8. „No Quarter“
9. „Since I've Been Loving You“
10. „Dazed and Confused“
11. „Stairway to Heaven“
12. „The Song Remains the Same“
13. „Misty Mountain Hop“
14. „Kashmir“
15. „Whole Lotta Love“
16. „Rock and Roll“ / „Celebration Day“

## Obsazení
- Robert Plant – zpěv
- Jimmy Page – kytara
- John Paul Jones – baskytara, klávesy, doprovodný zpěv
- Jason Bonham – bicí, doprovodný zpěv